# جوي سباستيان

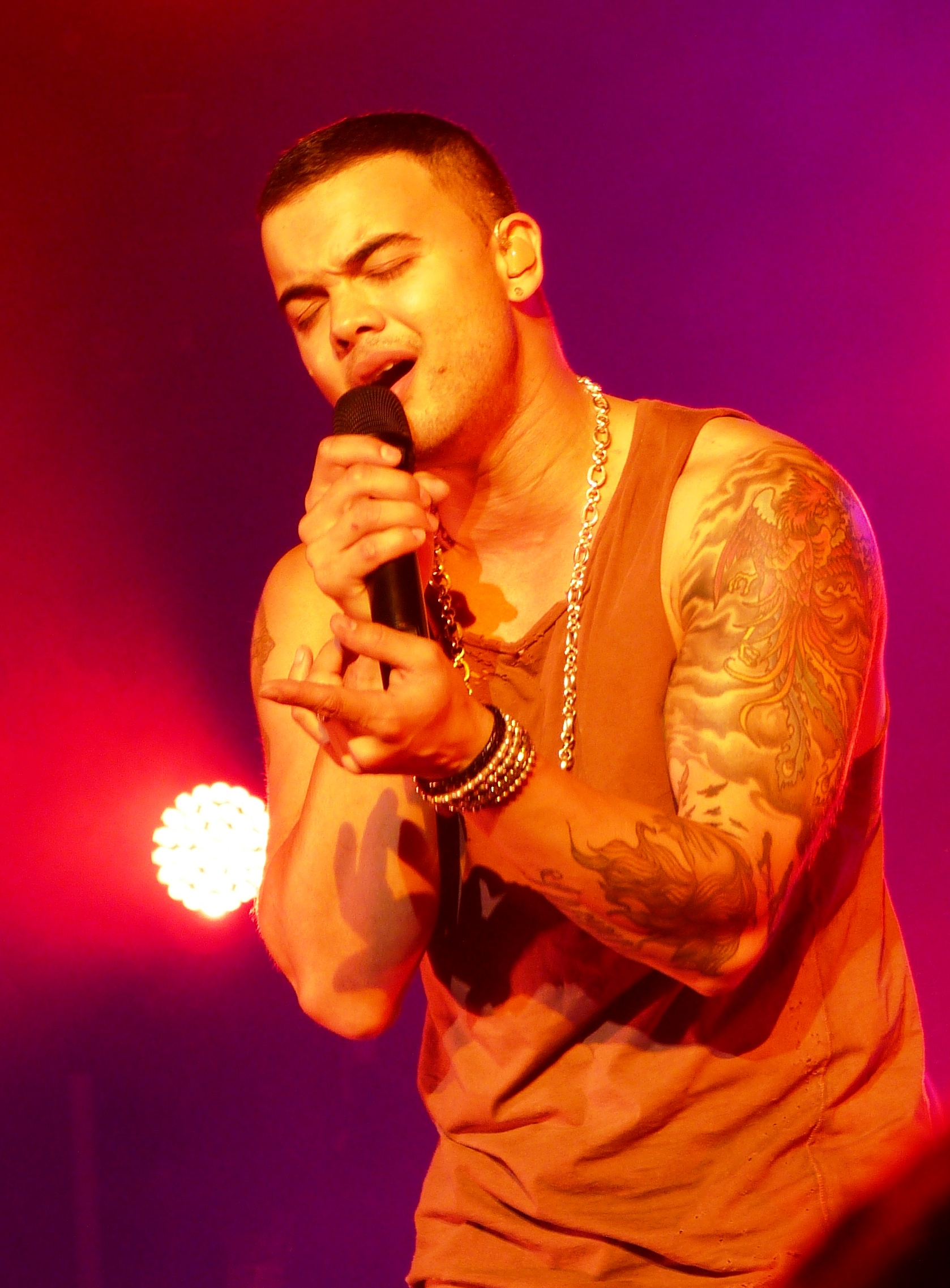
جوي سيباستيان في 2013

إسمه الكامل جوي تيودور سيباستيان (بالإنجليزية: Guy Theodore Sebastian) وهو مغني بوب وآر أند بي وسول و كاتب أغاني أسترالي، و أول فائز بمسابقة أستراليان أيدل في سنة 2003، ولد 26 أكتوبر 1981 في مدينة كلاغ في ماليزيا أما أصله من مدينة أديليد من أستراليا، حيث والده ذي الاصل البرتغالي أيضا ولد في ماليزيا، أما أمه نيلي فهي من أصول إنكليزية كانت تستقر في الهند. أغنيته Battle Scars احتلت المراتب الأولى في أستراليا في سنة 2013 وألتي شارك بها لوب فياسكو.

## روابط خارجية
- جوي سباستيان على موقع IMDb (الإنجليزية)
- جوي سباستيان على موقع ميوزك برينز (الإنجليزية)
- جوي سباستيان على موقع أول ميوزيك (الإنجليزية)
- جوي سباستيان على موقع ديسكوغز (الإنجليزية)
- جوي سباستيان على موقع قاعدة بيانات الفيلم (الإنجليزية)